# WaiBOP United
Il WaiBOP United (dal 2004 al 2013 si chiamava Waikato Football Club) è stato un club calcistico neozelandese che ha rappresentato le regioni di Waikato e della Baia dell'Abbondanza.
Ha milita nel campionato neozelandese di prima divisione fino alla stagione 2015-2016 per poi cedere il proprio titolo sportivo all'Hamilton Wanderers.

## Palmarès

### Altri piazzamenti
- Campionato neozelandese:

Secondo posto: 1992, 1995
Terzo posto: 2004-2005